# Boubacar Boris Diop
Pour les articles homonymes, voir Diop.
Boubacar Boris Diop, né à Dakar le 26 octobre 1946, est un écrivain et intellectuel sénégalais. En 2000, il reçoit le Grand prix littéraire d'Afrique noire pour l'ensemble de son œuvre.

## Biographie
Romancier, essayiste, dramaturge et scénariste, Boubacar Boris Diop fut également journaliste et il a été le directeur du quotidien Le Matin de Dakar, menant une riche carrière journalistique de la fin des années 1970 au début des années 1990.
Dans les années 1980, il coécrit avec Ben Diogaye Beye le scénario d’un film sur le massacre de Thiaroye en 1944. Le film n’a pas pu être tourné, le scénario d’Ousmane Sembène (Camp de Thiaroye) lui ayant été préféré. Il a été publié aux éditions L’Harmattan en 2018 sous le titre Thiaroye 44, scénario inédit.
En 1998, il participe, avec dix autres écrivains africains, au projet d'écriture sur le génocide des Tutsi au Rwanda : « Rwanda : écrire par devoir de mémoire ». De cette expérience résulte son roman Murambi, le livre des ossements, paru en 2000, puis dans une version augmentée en 2011. Toni Morrison — prix Nobel de littérature en 1993 — a qualifié ce livre de « miracle » : « Ce roman est un miracle. Murambi, le livre des ossements confirme ma certitude qu'après un génocide, seul l'art peut essayer de redonner du sens. Avec Murambi, Boubacar Boris Diop nous offre un roman puissant, terrible et beau. »
Fondateur de Defuwaxu.com, unique quotidien en ligne en langue wolof du Sénégal, et de EJO, maison d’édition dakaroise qui publie des textes écrits dans les parlers africains, Boubacar Boris Diop s'est lancé depuis quelques années dans la revalorisation des langues nationales africaines. Il a enseigné le wolof à l'université Gaston-Berger de Saint-Louis et publie depuis lors des romans en wolof. Dans l'émission Les Midis de Culture du 15 mars 2024 sur France Culture, il déclare que c'est son séjour au Rwanda en 1998, au cours duquel il s'est rendu compte du poids des implications étrangères dans le génocide des Tustis survenu dans ce pays en 1994, qui l'a poussé à écrire en wolof : « Si je n'avais pas été au Rwanda, je n'aurais sûrement jamais écrit en wolof. Ça ne veut pas dire que je n'en aurais pas eu envie. Je n’en aurais pas eu la force. » Son premier roman en wolof, Doomi Golo, a été traduit en français librement par l'auteur lui-même, et publié à Paris par les éditions Philippe Rey, en 2009, sous le titre Les Petits de la guenon. La traduction française de son second roman,  Bàmmeelu Kocc Barma, publié d'abord en wolof en 2017, a paru en 2024 chez le même éditeur sous le titre Un tombeau pour Kinne Gaajo.
En octobre 2022, Boubacar Boris Diop est lauréat du 22e prix international Neustadt pour la littérature.

## Œuvres

### Romans
- Le Temps de Tamango, Paris, L'Harmattan, coll. « Encres noires », 1981 ; réédition, Paris, Le Serpent à Plumes, coll. « Motifs » no 158, 2002  (ISBN 2-84261-368-6) - Prix du bureau sénégalais du droit d’auteur
- Les Tambours de la mémoire, Paris, L’Harmattan, coll. « Encres noires », 1990  (ISBN 2-7384-0912-1) - Grand prix de la République du Sénégal pour les Lettres
- Les Traces de la meute, Paris, L’Harmattan, coll. « Encres noires » no 120, 1993  (ISBN 2-7384-2278-0)
- Le Cavalier et son ombre, Paris, Stock, 1997 ; réédition, Paris, Éditions Philippe Rey, 2010  (ISBN 978-2-84876-160-2) - Prix Tropiques
- Murambi, le livre des ossements, Paris, Stock, 2000 ; réédition enrichie d'une postface de l'auteur, Paris, Éditions Zulma, 2011 ; réédition Éditions Zulma, coll. « Z/a » no 10, 2014  (ISBN 978-2-84304-678-0)
- Doomi Golo, Dakar, Papyrus, 2003 (en wolof)
- L’Impossible Innocence, Paris, Éditions Philippe Rey, 2004  (ISBN 978-2-84876-013-1)
- Kaveena, Éditions Philippe Rey, coll. « Littérature française », 2006  (ISBN 978-2-84876-051-3)
- Les Petits de la guenon, Éditions Philippe Rey, 2009 (traduction libre de Doomi Golo assurée par Boubacar Boris Diop lui-même)  (ISBN 978-2-84876-145-9)
- Bàmmeelu Kocc Barma[5], éditions EJO, Dakar, 2017 (en wolof)
- Un tombeau pour Kinne Gaajo, Éditions Philippe Rey, 2024 (traduction  de Bàmmeelu Kocc Barma assurée par Boubacar Boris Diop lui-même)  (ISBN 978-2-38482-069-6)

### Recueils de nouvelles
- La Nuit de l'Imoko, (recueil collectif avec Ken Bugul, Nafissatou Dia Diouf, Khadi Hane et Aminata Sow Fall), Montréal, Mémoire d'encrier, 2013  (ISBN 978-2-89712-078-8)
- Nouvelles du Sénégal, Paris, Magellan & Cie, 2018  (ISBN 978-2-3507-4492-6)

### Théâtre
- Thiaroye, terre rouge, Paris, L’Harmattan, 1990

### Essais politiques
- Négrophobie, (avec Odile Tobner et François-Xavier Verschave), Paris, Les Arènes, 2005  (ISBN 978-2-912485-81-6)
- L'Afrique au-delà du miroir, Paris, Éditions Philippe Rey, coll. « Documents », 2006  (ISBN 978-2-84876-068-1)
- La Gloire des imposteurs : Lettres sur le Mali et l'Afrique (avec Aminata Dramane Traoré), Paris, Éditions Philippe Rey, 2014  (ISBN 978-2-84876-232-6)

### Essai biographique
- Capitaine Mbaye Diagne, Paris, Philippe Rey, coll. « Documents », avril 2014  (ISBN 978-2-84876-392-7)

### Autre publication
- Lentement, (avec Nando Dalla Chiesa ; photographies de Sophie Bachelier), Paris, Éditions VMCF, coll. « D'ici là » no 2, 2010  (ISBN 978-2-9530567-2-3)